# Аскиты
Аски́ты  (лат. ascitæ) — еретики конца IV — начала V века, описанные Августином в книге «De Haeresibus ad Quodvultdeum Liber Unus», это 62 ересь в его книге. Аскиты своё название получили от др.-греч. ἀσκός — «кожаный мех, бурдюк». Этот надутый бурдюк они ставили перед алтарём в своём храме, а около него, как пишет Августин, совершали «вакханалии»; то есть пили вино и плясали. При этом аскиты называли себя вместилищами (мехами) нового вина, о котором сказано в Евангелии (Мф. 9:17, Мк. 2:21-22, Лк. 5:37—39). О численности аскитов Августин ничего не сообщает.